# Tito Vilanova
Francesc „Tito” Vilanova i Bayó (ur. 17 września 1968 w Bellcaire d’Empordà, zm. 25 kwietnia 2014 w Barcelonie) – hiszpański piłkarz występujący na pozycji pomocnika, a także trener.
W trakcie swojej kariery piłkarskiej Vilanova spędził trzy sezony w Primera División, gdzie jako gracz Celty rozegrał 26 spotkań i zdobył jedną bramkę. Po zakończeniu kariery zajął się pracą szkoleniową, zostając asystentem Pepa Guardioli w Barcelonie. Należał do sztabu szkoleniowego drużyny, która sięgnęła w sumie po 14 różnych tytułów.
W 2012 roku Vilanova został mianowany pierwszym szkoleniowcem Barcelony i w swoim pierwszym sezonie na tym stanowisku zdobył mistrzostwo Hiszpanii osiągając wtedy historyczne 100 punktów. W lipcu 2013 roku z powodu problemów zdrowotnych zrezygnował z pełnionej funkcji. 10 miesięcy później, 25 kwietnia 2014 roku, zmarł na raka.

## Kariera piłkarska
Vilanova rozpoczął swoją karierę w szkółce piłkarskiej Barcelony, jednak opuścił klub w 1990 roku bez ani jednego występu w pierwszym zespole na koncie. Trafił do Figueres, któremu to klubowi w sezonie 1991/92 pomógł zająć 3. miejsce w Segunda División, najlepsze w historii. Dzięki temu Figueres dostało się do baraży o awans, gdzie jednak przegrało w dwumeczu 1:3 z Cádiz CF. Następnie przeniósł się do występującej wówczas w ekstraklasie Celty, ale w trakcie kolejnych trzech lat rzadko pojawiał się na boisku. W 1995 roku powrócił na drugoligowe boiska, gdzie reprezentował barwy CD Badajoz, Mallorki (z którą wywalczył awans), Lleidy oraz Elche CF. W grudniu 2001 roku zakończył karierę w barwach Gramenet.
W 1998 roku w rozgrywkach o Puchar Katalonii Lleida z Vilanovą w składzie spotkała się z Barceloną, prowadzoną wówczas przez José Mourinho, który w czasie turnieju przejął obowiązki pierwszego szkoleniowca, Louisa van Gaala. Podczas spotkania Vilanova zdobył bramkę, stając się tym samym pierwszym zawodnikiem, który strzelił gola przeciwko zespołowi prowadzonemu przez Mourinho.

## Kariera trenerska
W sezonie 2003/04 Vilanova znajdował się w sztabie szkoleniowym czwartoligowego Palafrugell, z którym spadł do Primera Catalana. Następnie pełnił funkcję dyrektora technicznego w Terrassie, by w 2007 roku zostać asystentem Pepa Guardioli w czwartoligowych rezerwach Barcelony.
Latem 2008 roku po tym, jak zespół rezerw wywalczył awans do Segunda División B, Guardiola i Vilanova zastąpili w sztabie pierwszej drużyny Barcelony odpowiednio Franka Rijkaarda oraz Johana Neeskensa. Pierwszy sezon Guardioli na stanowisku pierwszego szkoleniowca oraz Vilanovy jako jego asystenta był najbardziej udany w całej historii klubu. Barcelona sięgnęła wówczas po sześć najbardziej prestiżowych tytułów, stając się jednocześnie pierwszą drużyna w Hiszpanii, która w jednym sezonie sięgnęła po tytuł mistrza kraju, puchar kraju oraz europejskie trofeum.
27 kwietnia 2012 podczas konferencji prasowej, na której Barcelona poinformowała o odejściu Guardioli, potwierdzono także, że jego następcą zostanie Vilanova. 15 czerwca podpisał on z klubem dwuletni kontrakt i poprowadził drużynę w sezonie 2012/13, podczas którego poniosła ona zaledwie osiem porażek i zdobyła 22. tytuł mistrza kraju zdobywając przy tym historyczne 100 punktów.

## Statystyki kariery trenerskiej
| Klub         | Od              | Do               | Ogółem | Ogółem | Ogółem | Ogółem | Ogółem | Ogółem | Ogółem | Ogółem |
| Klub         | Od              | Do               | M      | Z      | R      | P      | B+     | B-     | B+/-   | Zwy %  |
| ------------ | --------------- | ---------------- | ------ | ------ | ------ | ------ | ------ | ------ | ------ | ------ |
| FC Barcelona | 1 lipca 2012    | 18 grudnia 2012  | 27     | 23     | 2      | 2      | 77     | 28     | +49    | 85,19% |
| FC Barcelona | 6 stycznia 2013 | 23 stycznia 2013 | 5      | 3      | 1      | 1      | 16     | 6      | +10    | 60%    |
| FC Barcelona | 1 kwietnia 2013 | 19 lipca 2013    | 13     | 8      | 3      | 2      | 28     | 17     | +11    | 61,54% |
| Łącznie      | Łącznie         | Łącznie          | 45     | 34     | 6      | 5      | 121    | 51     | +70    | 75,56% |

## Sukcesy

### Barcelona
- Mistrzostwo Hiszpanii: 2012/13

### Indywidualne
- Trofeum Miguela Muñoza: 2012/13

## Życie osobiste
Vilanova ożenił się z Montse Chaure. Z tego związku narodziło się dwoje dzieci: córka Carlota, a także syn Adrià, który ma za sobą grę w młodzieżowych zespołach Barcelony.

## Problemy zdrowotne i śmierć
19 grudnia 2012 roku klub FC Barcelona poinformował, że u Vilanovy nastąpił nawrót raka ślinianki przyusznej. Po raz pierwszy został on wykryty 22 listopada 2011 roku. 20 grudnia Vilanova przeszedł operację, a następnie przez kolejne sześć tygodni poddawał się chemioterapii oraz radioterapii.
19 lipca 2013 roku Vilanova zrezygnował z prowadzenia Barcelony z powodu stanu swojego zdrowia, tłumacząc, że leczenia nie da się pogodzić z trybem życia profesjonalnego menadżera.
Vilanova zmarł 25 kwietnia 2014 roku z powodu komplikacji powstałych w wyniku raka gardła, którego nawrót miał miejsce tydzień wcześniej.